# Russische Literatur
Der Begriff russischsprachige bzw. russische Literatur bezeichnet die literarischen Werke aus dem russischen Sprachraum der Vergangenheit und Gegenwart. Zur russischen Literatur werden auch nicht-dichterische Werke mit besonderem schriftstellerischem Anspruch gezählt, also Werke der Geschichtsschreibung, der Literaturgeschichte, der Sozialwissenschaften oder der Philosophie, wie auch Tagebücher oder Briefwechsel.

## Altrussische Literatur
Die altrussische Literatur ist im mittelalterlichen byzantinischen Schrifttum verwurzelt und wurde vorwiegend auf Altostslawisch verfasst. Es wurden häufig religiöse Themen aufgegriffen, wobei besonders das Leben der Heiligen (жития святых) ein populäres Motiv war. Oftmals sind die Autoren der Werke heute nicht mehr bekannt. Beispiele hierfür sind z. B. das Igorlied oder Das Beten Daniels des Gefangenen.
Zu den bekanntesten und erfolgreichsten russischen Schriftstellern vor Puschkin zählen Gawriil Derschawin (1743–1816) und Nikolai Karamsin (1766–1826).

## Neuere russische Literatur

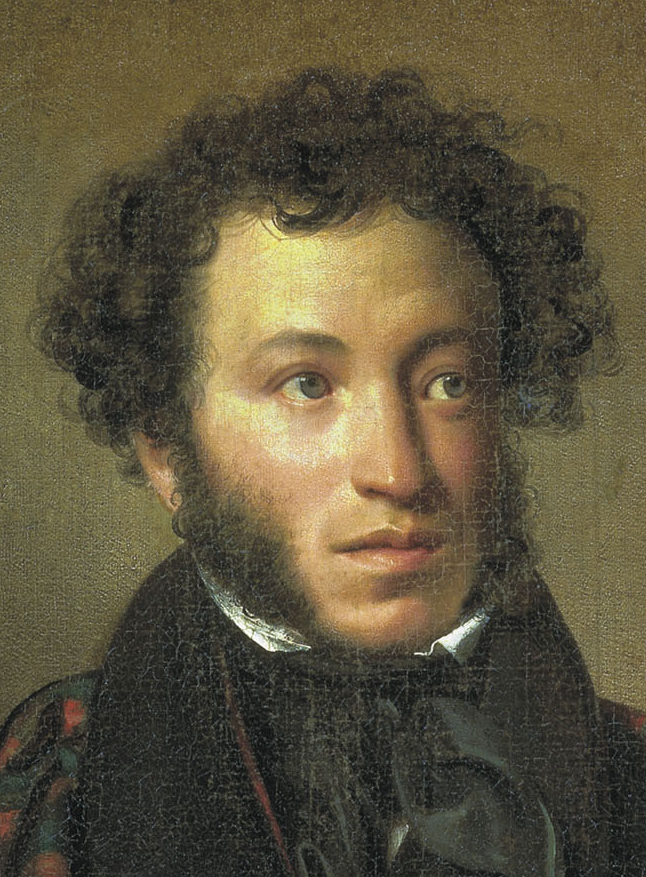
Alexander Puschkin hat in den 1820er Jahren die russische Nationalliteratur begründet.